# أفاناسيجس كوزمينس
أفاناسيجس كوزمينس (باللاتفية: Afanasijs Kuzmins) هو رامي مسدس لاتفي ولد في يوم 22 مارس 1947 في داوغافبيلس في جمهورية لاتفيا الاشتراكية السوفيتية. أبرز انجازاته هو فوزه بالميدالية الذهبية في دورة الألعاب الأولمبية الصيفية 1988 في سيئول كممثل للاتحاد السوفياتي بمسابقة رمي المسدس السريع من مسافة 25 متر. كما فاز بالميدالية الفضية بنفس المسابقة في دورة الألعاب الأولمبية الصيفية 1992 في برشلونة كممثل للاتفيا لتكون أول ميدالية أولمبية لبلاده في الألعاب الأولمبية.